# Pyrgocythara albovittata
Pyrgocythara albovittata é uma espécie de gastrópode do gênero Pyrgocythara, pertencente a família Mangeliidae.